# Anders Hillborg
Anders Hillborg   (Estocolm, 31 de maig de 1954) és un dels principals compositors de Suècia.

## Educació
Anders Hillborg va néixer a Sollentuna i va estudiar composició, contrapunt i música electrònica a la Kungliga Musikhögskolan d'Estocolm del 1976 al 1982. Els seus professors van ser Gunnar Bucht, Lars-Erik Rosell, Arne Mellnäs i Pär Lindgren. Una important font d'inspiració va ser Brian Ferneyhough, que era professor visitant en aquell moment.

## Carrera
A part d'alguns llocs docents menors, professor de composició a Musikhögskolan i Malmö 1990 i classes magistrals, Hillborg és compositor independent des del 1982. La seva producció és àmplia i cobreix els gèneres orquestrals, corals, obres de cambra, cinema i música popular. Un exemple del seu treball en l'àmbit popular és la seva col·laboració amb Eva Dahlgren, que va donar lloc a l'àlbum Jag vill se min älskade komma från det vilda (1995). El projecte es va presentar per primera vegada al Festival de Hèlsinki amb l'Orquestra Simfònica de la Ràdio de Suècia dirigida per Esa-Pekka Salonen.
La seva col·laboració amb Salonen ha donat lloc a nombroses obres, entre d'altres Dreaming River (estrenada per la Royal Stockholm Philharmonic Orchestra el 1999), Eleven Gates (2005-06) estrenades i encarregades per la Filharmònica de Los Angeles. i, més recentment, l'obra a gran escala Sirens encarregada conjuntament per l'Orquestra Filharmònica de Los Angeles i l'Orquestra Simfònica de Chicago.
Altres treballs recents importants Cold Heat (2010), encarregats per la Filharmònica de Berlín, l'Orquestra Simfònica de la Ràdio de Finlàndia i l'Orquestra Tonhalle, Zürich Tonhalleorkestern. La peça es va estrenar el 2011 per la Berliner Philharmonie amb David Zinman.

## Premis seleccionats
- Premis Christ Johnson 1991 i 1997
- Rostrum internacional